# Sant Llorenç de la Muga

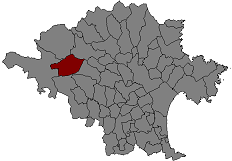
Położenie gminy na mapie comarki Alt Empordà.

Sant Llorenç de la Muga – gmina w Hiszpanii,  w Katalonii, w prowincji Girona, w comarce Alt Empordà.
Powierzchnia gminy wynosi 31,81 km². Zgodnie z danymi INE, w 2005 roku liczba ludności wynosiła 202, a gęstość zaludnienia 6,35 osoby/km². Wysokość bezwzględna gminy równa jest 173 metry. Współrzędne geograficzne gminy to 42°19'20"N, 2°47'26"E.

## Miejscowości
W skład gminy Sant Llorenç de la Muga wchodzą trzy miejscowości, w tym miejscowość gminna o tej samej nazwie:
- Riberada d’Amunt – liczba ludności: 45
- Riberada d’Avall – 0
- Sant Llorenç de la Muga – 157

## Demografia
- 1991 – 156
- 1996 – 131
- 2001 – 185
- 2004 – 192
- 2005 – 202